# Jayawijaya Regency

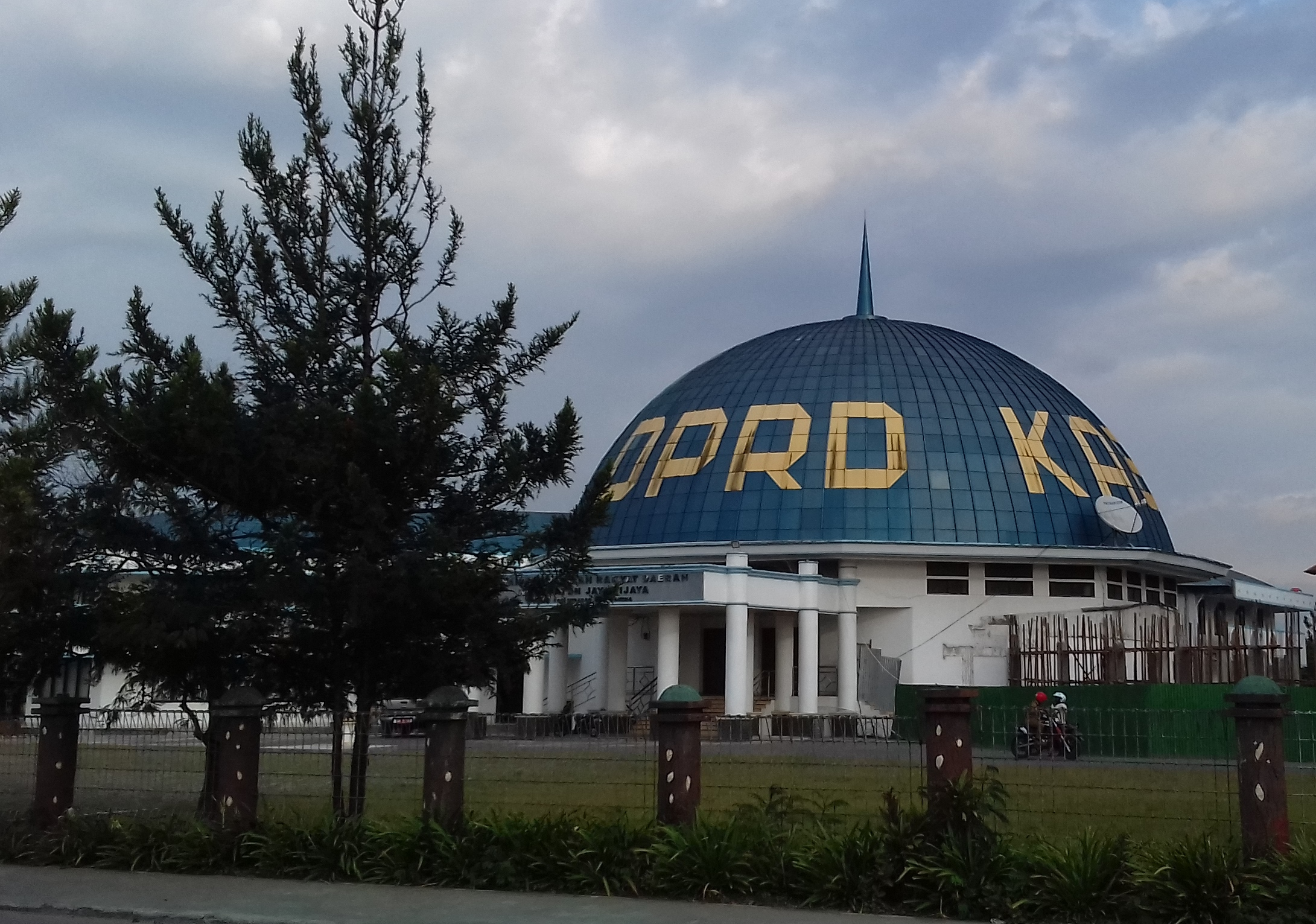
Conselho Regional de Representantes do Povo do edifício Jayawijaya Regency em Wamena

Jayawijaya Regency é uma das regências ( kabupaten ) na província indonésia de Highland Papua . Ocupa uma área de 13.925,31 km 2 no Vale de Baliem, situado no planalto central da província. Tinha uma população de 196.085 no Censo de 2010 e 269.553 no Censo de 2020.  Sua capital é Wamena.